# Ferd'nand
Ferd’nand är en dansk pantomimserie som skapades av dansken Henning Dahl Mikkelsen år 1937. Ferd'nand har publicerats kontinuerligt i tidningar i flera länder sedan år 1937 och är en av de tio äldsta serierna i världen som fortfarande publiceras.

## Spridning
Ferd'nand publicerades först av danska Presse-Illustrations-Bureau i Danmark år 1937. Samma år lyckades bolaget sälja serien till Storbritannien och USA, där den blev en succé. Senare samma år slog den igenom både i Danmark och i Finland, där den publicerades i Hufvudstadsbladet hösten 1937. Ferd'nand har publicerats kontinuerligt i Hufvudstadsbladet sedan dess.
Ferd'nand saknar pratbubblor och är därmed språkoberoende, vilket är en av orsakerna till att den har fått så stor global spridning. Serien publiceras för tillfället dagligen i ett trettiotal länder, bland dem Bangladesh, El Salvador och Förenade Arabemiraten.
Ferd'nand finns med i Guinness Rekordbok som den mest långlivade och mest sålda danska serien utanför landets gränser.

## Tecknare
Henning Dahl Mikkelsen tecknade Ferd'nand från år 1937 fram till sin död år 1982 under pseudonymen Mik. Under senare år fick han hjälp av Frank Thomas och Al Plastino. Då Plastino gick i pension år 1989 tog dansken Henrik Rehr över och tecknade serien fram till år 2012. Sedan dess publiceras endast repriser.
Rehrs ursprungliga arkiv blev förstört i samband med attacken mot World Trade Center år 2001, då det täcktes av asbestdamm.

## Handling
Serien behandlar Ferd'nand, hans fru och barnet Lill Ferd'nand. Huvudkaraktären är en mustaschprydd, rund, medelålders man med hatt. Frun är en hemmafru som styr och ställer och barnet är en sympatisk busunge. Serien behandlar familjens vardag som kantas av smärre missöden och harmlösa katastrofer. 
Under senare år har serien moderniserats, så att även yngre läsare ska kunna relatera till den. Äldre föremål har bytts ut till motsvarande föremål i dagens värld. Ferd'nands nattskjorta har blivit en pyjamas, rörradion en stereoanläggning och äldre bilmodeller har bytts ut mot nutida. 